# Plurale
Plurale је студијски албум италијанске певачице Мине, објављен 1976. године за издавачке куће PDU. Првобитно је дистрибуиран као двоструки албум заједно са албумом Singolare, а касније су се продавали одвојено. Двоструки албум заузео је прво место на италијанској листи албума.
1977. године албум је добио прву награду на XV награди италијанских музичких критичара.

## Списак пјесама
| №  | Назив                        | Трајање |  |
| 1. | Intro                        | 2:25    |  |
| 2. | Moonlight Serenade           | 3:53    |  |
| 3. | C'è un uomo in mezzo al mare | 2:26    |  |
| 4. | My Love                      | 4:16    |  |
| 5. | Il testamento del capitano   | 3:47    |  |

| №  | Назив                | Трајање |  |
| 1. | El porompompero      | 3:11    |  |
| 2. | Michelle             | 5:30    |  |
| 3. | Pennsylvania 6-5000  | 2:52    |  |
| 4. | Scettico blues       | 3:25    |  |
| 5. | Mood Indigo          | 3:12    |  |
| 6. | Good Evening Friends | 0:08    |  |

## Позиције на листама
| Листа (1976)              | Највиша позиција |
| ------------------------- | ---------------- |
| Италија (Musica e dischi) | 1                |

| Листа (1977)              | Највиша позиција |
| ------------------------- | ---------------- |
| Италија (Musica e dischi) | 12               |